# Emil Victor Schau
Emil Victor Schau (30. oktober 1831 – 18. april 1864 i Dybbøl) var dansk officer, bror til Ernst Schau. Han var søn af Hans Schau (major, senere oberstløjtnant, ved fynske regiment lette dragoner) og Dorothea Catharine f. Bojesen. Emil Victor Schau havde seks brødre, hvoraf de to faldt i Treårskrigen 1848-50.
Under 2. Slesvigske Krig var Schau premierløjtnant ved 16. regiment. Han faldt i slaget ved Dybbøl 18. april 1864, ramt af to kugler. Hans bror Ernst blev såret i samme slag og døde af sine sår den 24. april.

## Militær karriere
- Kadet 1. november 1846
- Sekondløjtnant 1. november 1849. Deltog i 1. slesvigske krig i 1850, hvor han blev såret i slaget ved Isted.
- Premierløjtnant 30. april 1858

Den 1. oktober 1863 blev han forsat til 16. infanteribataillon og var i 1864 chef for regimentets 8. kompagni.
Dette regiment var den 18. april på Dybbølskansens flanke. Her pressede de prøjsiske tropper danskerne i defensiven, og tilbagetrækningen fra Stengård langs stranden til brohovedet var særdeles vanskelig. Trods stærk beskydning ordnede Schau sin bataljons tilbagetrækning i det sumpede terræn med mønsterværdig ro og orden. Schau faldt for to prøjsiske kugler, mens han var ved at omgruppere efter at have passeret en slugt, der var under kraftig beskydning. 
Hans lig førtes til København, hvor det den 28. april begravedes på Garnisons Kirkegård.

## Hæder
- Ridder af Dannebrog 1860
- Mindeplade i Frederiksberg Kirke

Han var gift med Marie Margrethe Bruun (21. juli 1833-).
Major Anders Lassen fik ligesom sin far Schaus navn som mellemnavn (Anders Frederik Emil Victor Schau Lassen) for at mindes den faldne officer. Hans far, godsejer Emil Victor Schau Lassen (1893-1981), havde navnet fra sin mor, Ebba Schau (1858-1931), der var eneste barn af Emil Victor Schau.